# Шиффрин, Микаэла
Микаэ́ла Поли́н Ши́ффрин (англ. Mikaela Pauline Shiffrin [maɪ'keɪlə 'ʃɪfrɪn]; род. 13 марта 1995, Вейл, Колорадо) — американская горнолыжница, двукратная олимпийская чемпионка, 8-кратная чемпионка мира (рекорд среди всех североамериканских горнолыжников), 5-кратная обладательница Кубка мира в общем зачёте (2016/17, 2017/18, 2018/19, 2021/22, 2022/23), лидер по количеству побед на этапах Кубка мира по горнолыжному спорту за всю историю с 11 марта 2023 года. Единственная спортсменка в истории, кому удалось победить в одной и той же дисциплине на 4 чемпионатах мира по горнолыжному спорту подряд (слалом — 2013, 2015, 2017, 2019). Делит с Кристль Кранц рекорд по общему количеству медалей чемпионатов мира среди мужчин и женщин (по 15).

## Семья и личная жизнь
Шиффрин родилась в Вейле (штат Колорадо, США). Шиффрин является вторым ребенком Эйлин (урожденной Кондрон) и Джеффа Шиффрин, оба родом из северо-востока США и бывших лыжных гонщиков. Ее мать стала всемирно известной лыжницей среди мастеров. Отец Шиффрин, Джефф, вырос в Нью-Джерси и по выходным катался на лыжах в Вермонте со своей семьей. Её дед со стороны отца был евреем. Родители Микаэлы часто поддерживали её во время соревнований, в частности они присутствовали на чемпионате мира в Шладминге в 2013 году, где Микаэла стала чемпионкой в слаломе. У Микаэлы есть родной старший брат Тэйлор (род. 1992), который также часто путешествует в команде сестры. Среди своих хобби американка называет игру в европейский футбол и теннис. С детства Микаэла страдает от тревожного расстройства и синдрома дефицита внимания и гиперактивности. В юности называла хорватку Яницу Костелич как своего кумира в спорте.
В 2017—2019 годах Микаэла встречалась с французским горнолыжником Матьё Февром. В середине 2021 года стало известно, что Шиффрин встречается с норвежским горнолыжником Александером Омодтом Кильде.

## Спортивная карьера

### Сезон 2010/11: дебют в Кубке мира и победа на чемпионате США в слаломе
В сезоне 2010/11 15-летняя Микаэла начала выступать на этапах Североамериканского кубка, уверенно побеждая в стартах с участием более взрослых соперниц. 14—16 декабря 2010 года Шиффрин в канадской Панораме в 4 стартах выиграла дважды (суперкомбинация и супергигант), один раз была второй (гигантский слалом) и один раз третьей (слалом). 5 и 6 января 2011 года выиграла два слалома в американском Сандэй-Ривере.
3 февраля 2011 года в швейцарской Кран-Монтане 15-летняя Шиффрин выиграла бронзу юниорского чемпионата мира в слаломе (американка уступила австрийке Джессике Депаули и шведке Анне Свенн-Ларссон, которые старше на 4 года).
Спустя месяц, за 2 дня до своего 16-летия, американка дебютировала в Кубке мира в чешском Шпиндлерув-Млине, не сумев квалифицироваться во вторую попытку гигантского слалома, заняв 43-е место в первой.
На следующий день Микаэла там же не смогла пройти во вторую попытку слалома, заняв 32-е место в первой (Шиффрин не хватило лишь 0,05 сек, чтобы занять 30-е место и квалифицироваться).
3 апреля 2011 года Микаэла победила на чемпионате США в слаломе, выиграв у ставшей второй Сары Шлепер 0,52 сек, а у третьей призёрки — более 1,5 сек. Шиффрин стала самой молодой в истории чемпионкой США в горнолыжном спорте. По итогам сезона Микаэла выиграла зачёт слалома в Североамериканском кубке, а в общем зачёте этого Кубка стала третьей.

### Сезон 2011/12: первый подиум на этапе Кубка мира
27 ноября 2011 года в Аспене Микаэла впервые в карьере набрала очки в Кубке мира, став восьмой в слаломе. От победительницы Марлис Шильд американка отстала на 3,31 сек. Уже 29 декабря 2011 года в австрийском Лиенце 16-летняя американка впервые поднялась на подиум на этапе Кубка мира — в слаломе Микаэла проиграла только Марлис Шильд и Тине Мазе. При этом Шиффрин всего на 0,03 сек опередила ставшую четвёртой Кристину Гайгер. В первой попытке Микаэла стартовала только 40-й по сильно разбитой трассе, но показала 16-е время. Во второй попытке она была быстрейшей, благодаря чему и поднялась на третье место.
4 февраля 2012 года американка выиграла открытый чемпионат Лихтенштейна в гигантском слаломе, опередив всех соперниц более чем на 1,5 секунды. На юниорском чемпионате мира 2012 года в Италии Микаэла считалась одним из фаворитов, но не сумела финишировать во второй попытке слалома, а в гигантском слаломе стала только 20-й из-за ошибки во второй попытке (после первой Шиффрин реально претендовала на награды). 28 марта 2012 года Шиффрин выиграла золото в слаломе на чемпионате США в Уинтер-Парке в Колорадо. Только Хейли Дьюк проиграла Шиффрин менее двух секунд. Через три дня Микаэла стала третьей в гигантском слаломе на чемпионате США.
В Кубке мира Шиффрин семь раз за сезон попадала в 30-ку лучших (в том числе шесть раз в слаломе) и набирала очки. В общем зачёте Кубка мира она стала 43-й, а в зачёте слалома — 17-й. Американка была признана новичком года в женском Кубке мира.

### Сезон 2012/13: первые победы на этапах Кубка мира и чемпионка мира в слаломе
10 ноября 2012 года Шиффрин стала третьей в слаломе на этапе Кубка мира в финском Леви, уступив Марии Хёфль-Риш и Тане Поутиайнен. В конце ноября Микаэла выиграла два гигантских слалома на этапе Североамериканского кубка в Аспене.
20 декабря 2012 года 17-летняя Шиффрин впервые победила на этапе Кубка мира. В шведском Оре в слаломе только Фрида Хансдоттер и Тина Мазе проиграли юной американке менее одной секунды. Уже 4 января 2013 года в Загребе Шиффрин выиграла свой второй слалом в Кубке мира, опередив всех соперниц более чем на секунду. Третья победа в слаломе пришла к Микаэле 15 января в австрийском Флахау (только Фрида Хансдоттер проиграла менее секунды). 29 января Шиффрин стала третьей в параллельном слаломе в Москве. Накануне чемпионата мира 2013 года в Австрии американка считалась одной из основных фаворитов в слаломе.
14 февраля Микаэла дебютировала на чемпионате мира в Шладминге, заняв шестое место в гигантском слаломе. 16 февраля юная американка стала чемпионкой мира, победив в слаломе, опередив Михаэлу Кирхгассер и Фриду Хансдоттер (Шиффрин на момент начала чемпионата мира лидировала в зачёте слалома в Кубке мира). За последние 40 лет только Ханни Венцель в 1974 году в Санкт-Морице побеждала в слаломе на чемпионате мира в более юном возрасте.
В конце февраля 2013 года в целях подготовки к зимним Олимпийским играм 2014 года Шиффрин приняла участие в открытом чемпионате России на трассе в Красной Поляне. Микаэла стала второй в «непрофильных» для себя скоростном спуске и супергиганте (старты в слаломе и гигантском слаломе не проводились), оба раза уступив только россиянке Валентине Голенковой (0,04 сек в скоростном спуске и 0,66 сек в супергиганте).
16 марта 2013 года выиграла слалом на финальном этапе Кубка мира в Ленцерхайде, что позволило американке завоевать малый Хрустальный глобус в зачёте слалома по итогам Кубка мира, на 33 очка опередив Тину Мазе. В общем зачёте Кубка мира Шиффрин стала пятой.
21 марта 2013 года стала второй в гигантском слаломе на чемпионате США (победила Джулия Манкусо), а в слаломе Микаэла не финишировала во второй попытке.

### Сезон 2013/14: олимпийское золото Сочи в слаломе
16 ноября 2013 года выиграла слалом на этапе Кубке мира в финском Леви. 1 декабря 2013 года в Бивер-Крике Микаэла впервые в карьере попала в тройку лучших в гигантском слаломе на этапе Кубке мира, всего 0,09 сек проиграв шведке Джессике Линделль-Викарбю. 5 и 14 января 2014 года выиграла этапы Кубка мира в слаломе в итальянском Бормио и австрийском Флахау.
Накануне Олимпийских игр в Сочи 18-летняя Шиффрин считалась основной фавориткой в слаломе. 18 февраля 2014 года Шиффрин стала пятой в гигантском слаломе на трассе Розы Хутора, от первого места по итогам двух попыток её отделили 0,50 сек, а от третьего места, которое заняла Виктория Ребенсбург, — 0,23 сек.
21 февраля на Олимпийских играх прошли соревнования в слаломе. Микаэла стала лучшей в первой попытке, на 0,49 сек опередив олимпийскую чемпионку 2010 года в этой дисциплине Марию Хёфль-Риш. Во второй попытке Шиффрин показала шестое время, однако запаса после первой попытке хватило ей для завоевания золота. Ставшая второй Марлис Шильд отстала в итоге на 0,53 сек, а Катрин Цеттель — на 0,83 сек (все остальные проиграли чемпионке более секунды). Шиффрин стала самой юной в истории олимпийской чемпионкой в слаломе.
После Олимпийских игр Шиффрин подтвердила свою отличную форму, выиграв этапы Кубка мира в слаломе в шведском Оре и швейцарском Ленцерхайде. При этом в Швейцарии ставшую второй Фриду Хансдоттер американка опередила на 1,44 сек. Всего в сезоне 2013/14 Микаэла выиграла пять этапов Кубка мира в слаломе и второй раз подряд победила в зачёте этой дисциплины по итогам Кубка мира, опередив Хансдоттер на 150 очков. Также Микаэла стала седьмой в зачёте гигантского слалома, а в общем зачёте Кубка мира, хоть и набрала бо́льшее количество очков за меньшее количество этапов, чем в предыдущем сезоне, но всё же заняла только шестое место (став лучшей среди горнолыжниц не из Европы).
20 марта 2014 года выиграла гигантский слалом на чемпионате США в Скво-Вэлли (только канадка Мари-Мишель Ганьон проиграла Шиффрин менее трёх секунд), а в слаломе Микаэла была дисквалифицирована в первой попытке.

### Сезон 2014/15: вторая победа в слаломе на чемпионате мира
Микаэла начала сезон с первой в карьере победы в гигантском слаломе на этапах Кубка мира. Первое место в Зёльдене американка поделила с действующей обладательницей Кубка мира Анной Феннингер. В конце декабря Шиффрин вновь попала в тройку лучших в гигантском слаломе, став третьей в австрийском Кюхтае (быстрее были Сара Хектор и Анна Феннингер), а также здесь же отпраздновала окончание 2014 года победой на этапе слалома.
4 января Шиффрин одержала победу на этапе Кубка мира в слаломе в хорватском Загребе, повторив свой успех 2013 года.
14 февраля Микаэла защитила свой титул чемпионки мира в слаломе, победив в американском Бивер-Крике. Шиффрин лидировала после первой попытки (50,07), второй шла шведка Фрида Хансдоттер (+0,40), третьей была чешка Шарка Страхова (+0,44). После второй попытки первая тройка так и не изменилась. В гигантском слаломе на чемпионате мира Шиффрин стала восьмой, проиграв чемпионке Анне Феннингер почти 2,5 сек.
22 февраля состоялся очередной этап в слаломе в словенском Мариборе. Шиффрин захватила лидерство после первой попытки (50,54). Страхова отстала на 0,37 сек, остальные проиграли Шиффрин более секунды. По результатам второго спуска Шиффрин смогла ещё больше увеличить свой отрыв и уверенно выиграла золото в Мариборе со временем 1:39,12. Второй стала словацкая горнолыжница Вероника Велес-Зузулова (+1,03), а третьей — Страхова (+1,05).
14 марта прошёл очередной этап в слаломе в шведском Оре. Шиффрин очень уверенно выиграла обе попытки, только Велес-Зузулова уступила американке менее двух секунд.
21 марта во французском Мерибеле состоялся финальный этап в слаломе Кубка мира 2014/15. После первой попытки лидировала шведка Хансдоттер, Шиффрин оставала на 0,07 сек. Во второй попытке Шиффрин удалось опередить шведку, Хансдоттер проиграла американке всего 0,05 сек, Велес-Зузулова завоевала бронзу (+0,40). Шиффрин третий раз подряд завоевала Малый хрустальный глобус в зачёте слалома, набрав 679 очков. Хансдоттер отстала на 110 очков, третьей стала Мазе (439). Микаэла также стала третьей в зачёте гигантского слалома и четвёртой в общем зачёте Кубка мира (после Анны Феннингер, Тины Мазе и Линдси Вонн).
28 марта Шиффрин выиграла слалом на чемпионате США, опередив всех соперниц на четыре с лишним секунды.

### Сезон 2015/16: пять побед в слаломе на этапах Кубка мира
24 октября 2015 года на первом этапе Кубка мира в австрийском Зёльдене стала второй в гигантском слаломе, проиграв 0,85 сек Федерике Бриньоне. Во второй половине ноябре участвовала в стартах ФИС в скоростном спуске в Колорадо, где принимали участие многие ведущие горнолыжницы. В первом старте заняла 24-е место, а во втором — 10-е.
28 ноября 2015 года триумфально победила в слаломе на этапе Кубка мира в Аспене, опередив ставшую второй Веронику Велес-Зузулову на 3,07 сек. Это стало рекордным разрывом между первым и вторым местом в женском слаломе в истории Кубка мира. Только три горнолыжницы проиграли Шиффрин менее пяти секунд. На следующий день выиграла ещё один слалом в Аспене, опередив Фриду Хансдоттер на 2,65 сек.
6 декабря в канадском Лейк-Луизе впервые в карьере выступила в супергиганте на этапе Кубка мира и сразу набрал очки, став 15-й. От второго места Тамары Типплер Шиффрин отделило менее секунды (победу одержала с большим отрывом Линдси Вонн).
12 декабря в шведском Оре получила травму колена во время тренировки в гигантском слаломе, из-за которой пропустила два месяца. Вернулась на трассы Кубка мира 15 февраля 2016 года в швейцарской Кран-Монтане, где победила в слаломе (француженка Настасья Ноанс проиграла Микаэле 0,45 сек).
28 февраля в Андорре впервые выступила в комбинации в рамках Кубка мира и заняла восьмое место (1,57 сек проигрыша победительнице Мари-Мишель Ганьон). До окончания сезона Шиффрин выиграла ещё два слалома в Кубке мира, таким образом, она победила во всех пяти слаломных этапах Кубка мира, в которых выступила, остальные шесть пропустив. В зачёте слалома Шиффрин заняла четвёртое место (лучшей стала Фрида Хансдоттер), а в общем зачёте Кубка мира — десятое. Победа в слаломе 19 марта на финальном этапе Кубка мира в Санкт-Морице стала для 21-летней Микаэлы 20-й на этапах Кубка мира.
25 и 27 марта Шиффрин выиграла слалом и гигантский слалом на чемпионате США в Сан-Валли. В слаломе преимущество Микаэлы над вторым призёром составило 6,73 сек.

### Сезон 2016/17: победа в общем зачёте Кубка мира и третий подряд титул чемпионки мира в слаломе
Сезон 2016/17 стал первым сезоном доминирования Шиффрин в мировом горнолыжном спорте.
В ноябре Микаэла выиграла два слалома в рамках Кубка мира в финском Леви и американском Киллингтоне. В начале декабря Шиффрин в канадском Лейк-Луизе впервые выступила в скоростном спуске на этапе Кубка мира и заняла 18-е и 13-е места.
11 декабря американка выиграла слалом в итальянском Сестриере, опередив всех более чем на секунду (11-я подряд победа в слаломе на этапах Кубка мира без учёта пропущенных этапов). 27, 28 и 29 декабря в австрийском Земмеринге Шиффрин выдала впечатляющую серию из трёх побед в Кубке мира за три дня. 27 числа она второй раз в карьере выиграла гигантский слалом в Кубке мира (только Тесса Уорли проиграла менее секунды). На следующий день Микаэла вновь выиграла гигантский слалом, а 29 декабря победила в слаломе (только Вероника Велес-Зузулова проиграла менее 1,5 сек). Шиффрин стала первой с 1989 года женщиной, выигравшей три технические дисциплины в Кубке мира за три дня (в январе 1989 года это удалось швейцарке Френи Шнайдер).
3 января 2017 года в Загребе американка не сумела финишировать в слаломе на этапе Кубка мира впервые с 2012 года. После этого на 6 этапах Кубка мира в январе ни разу не опускалась ниже пятого места, в том числе победив в слаломе в Мариборе и городском параллельном слаломе в Стокгольме. Также примечательным стало первое в карьере попадание в пятёрку лучших в супергиганте — Микаэла стала четвёртой в Кортине-д’Ампеццо, проиграв всего 0,03 сек в борьбе за третье место.
16 февраля 2017 года на чемпионате мира в Санкт-Морице завоевала серебряную медаль в гигантском слаломе, уступив 0,34 сек француженке Тессе Уорли. 18 февраля Микаэла очень уверенно победила в слаломе (швейцарка Венди Хольденер отстала на 1,64 сек), став чемпионкой мира в этой дисциплине третий раз подряд. Ранее три подряд победы в слаломе на чемпионате мира одержала в 1937—1939 годах немка Кристль Кранц. У мужчин чемпионом мира в слаломе трижды подряд становился Ингемар Стенмарк.
26 февраля на этапе Кубка мира в Кран-Монтане Шиффрин впервые в карьере победила в комбинации. 10 марта Микаэла выиграла свой 10-й в сезоне и 30-й в карьере этап Кубка мира, победив в гигантском слаломе в американском Скво-Вэлли (этап Кубка мира прошёл в этом городке впервые с 1969 года), лишь на 0,07 сек опередив Федерику Бриньоне. На следующий день Шиффрин выиграла в Скво-Вэлли и слалом, опередив всех на секунду с лишним. Это гарантировало ей малый Хрустальный глобус в зачёте слалома. Более 11 этапов женского Кубка мира за один сезон за всю историю выигрывали только Френи Шнайдер (14, 1988/89) и Линдси Вонн (12, 2011/12).
На финальном этапе Кубка мира в Аспене Шиффрин стала второй в слаломе, уступив своей ровеснице Петре Вльговой из Словакии. Это гарантировало Микаэле победу в общем зачёте Кубка мира, в котором она набрала в итоге 1643 очка и на 318 очков обогнала Илку Штухец. В зачёте гигантского слалома Микаэла стала второй, уступив 85 очков Тессе Уорли. Шиффрин стала третьей в истории американкой, победившей в общем зачёте Кубка мира после Тамары Маккинни (1983) и Линдси Вонн (2008, 2009, 2010, 2012).

### Сезон 2017/18: олимпийское золото в гигантском слаломе и победа в общем зачёте Кубка мира
26 ноября 2017 года выиграла слалом на этапе Кубка мира в американском Киллингтоне, опередив Петру Вльгову на 1,64 сек. 1 декабря в Лейк-Луизе Микаэла впервые в карьере заняла призовое место в скоростном спуске на этапе Кубка мира, став третьей после Корнелии Хюттер и Тины Вайратер. На следующий день там же впервые в карьере победила в скоростном спуске, опередив Викторию Ребенсбург на 0,13 сек.
В декабре и январе набрала блестящую форму: с 19 декабря по 9 января выиграла 8 этапов Кубка мира из 9 проведённых, в том числе четырежды побеждала в слаломе. 20 декабря 2017 года выиграла первый в истории Кубка мира параллельный слалом в Куршевеле. Победа в слаломе 7 января в Краньске-Горе стала для 22-летней Шиффрин 40-й на этапах Кубка мира. Во второй половине января перед Олимпийскими играми в Пхёнчхане результаты Шиффрин несколько снизились.
Первым стартом на Олимпийских играх для Шиффрин стал гигантский слалом. Микаэла выиграла золото, на 0,39 сек опередив норвежку Рагнхильд Мовинкель. 16 февраля на Играх прошли соревнования в слаломе, где Шиффрин считалась однозначным фаворитом. Микаэла показала только 4-й результат в первой попытке (0,48 сек проигрыша лидеру Венди Хольденер), но всё равно ожидалось, что американка сумеет как минимум войти в число призёров. Во второй попытке Шиффрин показала третий результат, но основные конкурентки выступили также сильно, и в итоге Микаэла сенсационно осталась только на 4-м месте (0,08 сек проигрыша бронзовому призёру Катарине Галльхубер), золото досталось шведке Фриде Хансдоттер. Из-за переносов старты на Олимпийских играх шли подряд, и 17 февраля состоялся супергигант, в котором Шиффрин планировала изначально выступить, но затем отказалась с тем, чтобы сконцентрироваться на комбинации. Микаэла также имела шансы на медали в скоростном спуске (прошёл 21 февраля), но решила пропустить и его. Комбинация состоялась 22 февраля, в скоростном спуске в её рамках Шиффрин показала шестое время и считалась претендентом на золото с учётом своего уровня в слаломе. Однако на короткой трассе слалома в рамках комбинации (она была короче трассы в обычном слаломе) Микаэла показала только третье время, что в итоге позволило подняться на общее второе место и завоевать олимпийское серебро. Золото с преимуществом в 0,97 сек досталось швейцарке Мишель Гизин.
После Олимпийских играх Шиффрин выступила только на трёх этапах Кубка мира. Третье место в гигантском слаломе в Офтершванге обеспечило Микаэле себе досрочную победу в общем зачёте Кубка мира за пять стартов до конца сезона. Победа в слаломе в Офтершванге 10 марта позволила Микаэле досрочно выиграть малый Хрустальный глобус в зачёте этой дисциплины. Этап победа стала для Микаэлы 42-й в карьере на этапах Кубка мира, что стало рекордом для горнолыжниц в возрасте до 23 лет. На финальном этапе Кубка мира в шведском Оре Шиффрин выступила только в слаломе (гигантский слалом был отменён из-за ветра), который выиграла с преимуществом в 1,58 сек над Венди Хольденер. Эта победа стала для Микаэлы 12-й в сезоне в Кубке мира. Она повторила достижение Линдси Вонн сезона 2011/12, больше же побед за сезон в Кубке мира одерживала только Френи Шнайдер (1988/89).
Шиффрин набрала 1773 очка за сезон Кубка мира, Венди Хольденер отстала на 605 очков. Кроме победы в слаломе, Микаэла стала третьей в зачёте гигантского слалома и пятой в зачёте скоростного спуска.

### Сезон 2018/19: два золота на чемпионате мира, рекордные 17 побед на этапах Кубка мира
В ноябре 2018 года выиграла два этапа Кубка мира в слаломе в финском Леви и американском Килингтоне, оба раза опередив Петру Вльгову.
2 декабря в канадском Лейк-Луизе впервые в карьере выиграла супергигант на этапе Кубка мира, на 0,77 опередив норвежку Рагнхильд Мовинкель. Шиффрин стала первой в истории (среди женщин и мужчин), кто выигрывал этапы Кубка мира в шести разных дисциплинах (скоростной спуск, супергигант, гигантский слалом, слалом, комбинация, параллельный слалом/городской старт). Если не считать недавно появившегося в программе Кубка мира параллельного слалома, то Шиффрин стала седьмой горнолыжницей в истории с победами в пяти традиционных дисциплинах горнолыжного спорта.
Уже 8 декабря вновь победила в супергиганте на этапе в Санкт-Морице, а на следующий день выиграла там же параллельный слалом. 21 и 22 декабря выиграла гигантский слалом и слалом в Куршевеле. Вторая из этих побед стала для Шиффрин 50-й в карьере в Кубке мира, американка в возрасте 23 лет и 9 месяцев стала самой молодой в истории горнолыжницей, достигшей этой отметки.
29 декабря в австрийском Земмеринге выиграла слалом, опередив Петру Вльгову. Это была 36-я победа Микаэлы в слаломе на этапах Кубка мира, она обошла Марлис Шильд и вышла на первое место по этому показателю в истории. Шиффрин охарактеризовала Шильд как своего кумира, вдохновившего её на занятия горными лыжами, наряду с Боде Миллером. Также эта победа стала 15-й в Кубке мира в календарном году, что стало рекордом в истории женского и мужского Кубка мира (ранее рекорд принадлежал Марселю Хиршеру, выигравшему 14 этапов в том же 2018 году к 20 декабря).
В январе 2019 года Шиффрин выиграла по одному этапу Кубка мира в слаломе (Загреб), гигантском слаломе (Кронплац) и супергиганте (Кортина-д’Ампеццо). 1 и 2 февраля выиграла гигантский слалом и слалом в словенском Мариборе. Шиффрин (56 побед) обошла по количеству побед на этапах Кубка мира швейцарку Френи Шнайдер (55), уступая только Линдси Вонн и Аннемари Мозер-Прёль.
На чемпионате мира в шведском Оре 5 февраля Шиффрин в очень упорной борьбе стала первой в супергиганте, трасса которого была сокращена из-за сильного ветра в районе старта. Микаэла на 0,02 сек опередила итальянку Софию Годжу и на 0,05 сек швейцарку Коринн Зутер. 14 февраля американка стала третьей в гигантском слаломе, уступив Петре Вльговой и Виктории Ребенсбург. 16 февраля Шиффрин победила в слаломе, опередив Анну Свенн Ларссон и Петру Вльгову, несмотря на недомогание в день соревнований. Шиффрин стала первой в истории чемпионатов мира по горнолыжному спорту, кто выиграл 4 подряд титула в одной дисциплине.
9 марта во впечатляющем стиле победила в слаломе на этапе в чешском Шпиндлерув-Млине (только Венди Хольденер проиграла менее двух секунд), эта победа стала 15-й в сезоне, ранее ни один горнолыжник не выигрывал столько этапов за один сезон.
На финальном этапе Кубка мира Сольдеу Микаэла стала четвёртой в супергиганте и выиграла зачёт Кубка мира в этой дисциплине (общий зачёт Кубка мира и зачёт слалома Шиффрин выиграла ещё до начала последнего этапа сезона). Этот хрустальный глобус стал первым для Микаэлы в скоростных дисциплинах. 16 марта выиграла слалом, всего на 0,07 сек опередив Венди Хольденер. Это была 40-я победа в слаломе, и Микаэла сравнялась по этому показателю с прославленным шведом Ингемаром Стенмарком. На следующий день Микаэла выиграла 17-й этап Кубка мира за сезон, победив в гигантском слаломе. Это была 60-я победа в карьере в Кубке мира для 24-летней горнолыжницы. В сезоне 2018/19 Шиффрин набрала 2204 очка в общем зачёте Кубка мира, Вльгова отстала на 849 очков. Также она стала первой в истории, кому удалось за один сезон выиграть общий зачёт Кубка мира, а также зачёты супергиганта, гигантского слалома и слалома. За сезон Микаэла заработала рекордные 886 386 швейцарских франков призовых.

### Сезон 2019/20: 6 побед на этапах Кубка мира, приостановка выступлений из-за смерти отца
Начало сезона было омрачено для Шиффрин смертью бабушки в октябре 2019 года. 23 ноября 2019 года уверенно победила в слаломе в финском Леви, на 1,78 сек опередив Венди Хольденер. Микаэла вышла на первое место по победам в слаломе в истории Кубка мира (41), опередив Ингемара Стенмарка. 1 декабря стала первой в слаломе в Килингтоне. 7 декабря заняла второе место в скоростном спуске в канадском Лейк-Луизе, где Микаэла уступила 0,13 сек австрийке Николь Шмидхофер. В конце 2019 года победила в гигантском слаломе и слаломе в австрийском Лиенце. Вторая из этих побед стала 63-й в карьере в Кубке мира, Шиффрин вышла на второе место по общему количеству побед среди женщин после Линдси Вонн (82).
В конце января 2020 года в болгарском Банско выиграла скоростной спуск и супергигант, уверенно лидируя в Кубке мира. Микаэла не поехала на этап Кубка мира в Сочи, который был запланирован на 1 и 2 февраля, планируя вернуться на трассы в Гармиш-Партенкирхене 8 и 9 февраля.
2 февраля в результате несчастного случая в семейном доме в Колорадо умер отец Микаэлы 65-летний Джефф Шиффрин. Микаэла, её мать Эйлин и брат Тэйлор, которые путешествовали вместе с горнолыжницей, экстренно вернулись в США из Европы и успели застать Джеффа в живых в последние часы. Микаэла решила всё же вернуться в Европу в середине марта, чтобы принять участие в стартах на этапе в шведском Оре и побороться за Кубок мира, но из-за пандемии Covid-19 последние старты сезона в Оре и Кортине-д’Ампеццо были отменены. В общем зачёте Кубка мира Шиффрин стала второй, уступив 153 очка Федерике Бриньоне. В зачёте слалома Микаэла стала второй, 20 очков уступив Петре Вльговой. Также Шиффрин стала третьей в зачёте гигантского слалома и пятой в зачёте скоростного спуска.

### Сезон 2020/21: 4 медали на чемпионате мира в Италии
Летом 2020 года, тяжело переживая смерть отца, Микаэла задумывалась о завершении карьеры, однако решила всё же продолжить выступления. Шиффрин особо выделяла поддержку матери, которая путешествует вместе с дочерью, что помогло ей вернуться к выступлениям. В сентябре 2020 года семья Шиффрин вместе с группой из шести спонсоров создала Фонд имени Джеффа Шиффрина, целью которого является поддержка молодых американских спортсменов, обеспечение сборов и покрытие расходов на участие в соревнованиях.
21 ноября 2020 года Шиффрин стала второй в слаломе на этапе Кубка мира в финском Леви, уступив 0,18 сек Петре Вльговой. 14 декабря выиграла первый этап в сезоне, победив в гигантском слаломе в Куршевеле (Федерика Бриньоне отстала на 0,82 сек). 12 января 2021 года во Флахау впервые с декабря 2019 года выиграла слалом в Кубке мира, опередив на 0,19 сек австрийку Катарину Линсбергер. Эта победа стала 68-й на этапах Кубка мира, Микаэла вышла на общее третье место по этому показателю среди мужчин и женщин, уступая Ингемару Стенмарку (86) и Линдси Вонн (82).
Шиффрин не выступала в скоростных дисциплинах в Кубке мира 2020/21, но решила всё же защищать свой титул чемпионки мира 2019 в супергиганте на чемпионате мира в Кортине-д’Ампеццо, несмотря на недостаток тренировок в скоростных видах. Медали в супергиганте были разыграны 11 февраля, и Микаэла была близка к победе, но ошиблась ближе к финишу и заняла третье место после Лары Гут-Бехрами и Коринн Зутер. 15 февраля впервые в карьере выиграла золото в комбинации на чемпионате мира, опередив на 0,86 сек Петру Вльгову и на 0,89 сек Мишель Гизин. Эта медаль стала девятой на чемпионатах мира, что стало рекордом среди всех американских горнолыжников. Также Микаэла обошла Теда Лигети и стала лидером по количеству золотых медалей чемпионатов мира среди американцев. 18 февраля Микаэла была близка к победе в гигантском слаломе, но уступила всего лишь 0,02 сек Ларе Гут-Бехрами. Шиффрин стала четвёртой горнолыжницей в истории, кто выиграл 10 медалей на чемпионатах мира, после Кристль Кранц (15), Ани Персон (13) и Мариэль Гуашель (11). 20 февраля Микаэла пыталась пятый раз подряд выиграть слалом на чемпионате мира, но проиграла 1,98 сек Катарине Линсбергер и 0,98 сек Петре Вльговой и заняла третье место.
6 марта на этапе Кубка мира в словацкой Ясне выиграла слалом, опередив Петру Вльгову. Сезон 2020/21 стал девятым подряд, в котором Шиффрин одержала не менее двух побед в слаломе в Кубке мира. 13 марта в шведском Оре заняла второе место в слаломе, уступив 0,72 сек Катарине Линсбергер, одержавшей первую победу на этапах Кубка мира (все остальные проиграли Линсбергер более 1,5 сек). Для Шиффрин этот подиум стал 47-м за последний 51 старт в слаломе в Кубке мира (92 %), за это время она одержала 36 побед (71 %).
20 марта на финальном этапе Кубка мира в Ленцерхайде вновь стала второй в слаломе, проиграв Линсбергер 1,24 сек. В зачёте слалома по итогам сезона Шиффрин также заняла второе место, набрав 655 очков и уступив Линсбергер (690). В девяти слаломных этапах сезона Микаэла семь раз была в тройке лучших (2 первых места, 3 вторых и 2 третьих). 21 марта заняла второе место (после Элис Робинсон) в гигантском слаломе в последнем старте сезона в Кубке мира. В итоге Микаэла заняла второе место в зачёте этой дисциплины, набрав 420 очков и уступив Марте Бассино (546). Шиффрин шестой раз в карьере попала в тройку лучших в гигантском слаломе по итогам Кубка мира. В общем зачёте Кубка мира американка стала четвёртой (1075 очков), уступив Петре Вльговой (1416), Ларе Гут-Бехрами (1256) и Мишель Гизин (1130).

### Сезон 2021/22: неудача на Олимпийских играх, победа в Кубке мира
23 октября 2021 года на первом этапе сезона Микаэла выиграла гигантский слалом в Зёльдене, опередив на 0,14 сек Лару Гут-Бехрами. Все остальные отстали от победительнцы более чем на 1,2 сек. Эта победа стала для Шиффрин 70-й в карьере на этапах Кубка мира. Ранее на первом этапе Кубка мира в Зёльдене Микаэла побеждала только один раз — в 2014 году. 28 ноября Шиффрин выиграла слалом на этапе Кубка мира в Киллингтоне, на 0,75 сек опередив Петру Вльгову.
В начале декабря Шиффрин впервые с января 2020 года выступила в скоростных дисциплинах в Кубке мира. На этапе в Лейк-Луизе американка заняла 26-е и 38-е места в скоростном спуске, а также заняла шестое место в супергиганте. 11 и 12 декабря Микаэла дважды была третьей в супергиганте на этапе Кубка мира в швейцарском Санкт-Морице. 21 декабря выиграла гигантский слалом в Куршевеле, только шведка Сара Хектор проиграла американке менее секунды. Сезон 2021/22 стал десятым подряд для Шиффрин, в котором она выиграла как минимум три этапа Кубка мира. На следующий день там же в Куршевеле Шиффрин стала второй в гигантском слаломе, уступив Хектор.
В конце декабря сдала положительный тест на COVID-19, из-за чего была вынуждена пропустить этап Кубка мира в австрийском Лиенце.
4 января 2022 года американка стала второй в слаломе в Загребе, уступив 0,50 сек Вльговой, все остальные горнолыжницы проиграли победительнице более двух секунд. 9 января Шиффрин не сумела финишировать во второй попытке в слаломе в Краньске-Горе (после первой Шиффрин шла на третьем месте). Последний раз Шиффрин не сумела финишировать в слаломе на этапе Кубка мира 28 января 2018 года в Ленцерхайде, после чего 29 раз подряд на опускалась ниже пятого места (27 из 29 раз поднималась на подиум). 11 января в Шладминге в упорной борьбе Микаэла опередила Вльгову и выиграла слалом, но при этом Петра обеспечила себе победу в зачёте слалома в Кубке мира после 7 стартов сезона из 9 (5 побед и 2 вторых места). Для Шиффрин эта победа в слаломе стала 47-й, ранее никто не побеждал чаще в зачёте одной дисциплины в Кубке мира (на счету Ингемара Стенмарка было 46 побед в гигантском слаломе).
На Олимпийский играх в Пекине Микаэлу ждало серьёзное разочарование. 7 февраля она сошла на самом старте первой попытки гигантского слалома (чемпионкой стала Сара Хектор). 9 февраля история повторилась в слаломе — сход Микаэлы в начале первого спуска (победила Петра Вльгова). Ранее на Олимпийских играх и чемпионатах мира Шиффрин всегда добиралась до финиша и не занимала место не ниже восьмого. 11 февраля Шиффрин заняла девятое место в супергиганте, а 15 февраля стала 18-й в скоростном спуске, проиграв чемпионке Коринн Зутер 2,49 сек. В комбинации Шиффрин ждала очередная неудача: она хорошо прошла скоростной спуск, показав пятое время, быстрее всех основных конкуренток в слаломе. Однако в слаломной попытке Шиффрин сошла уже в начале трассы. Шиффрин также выступила в командных соревнованиях, где сборная США дошла до полуфинала, но затем уступила Германии, а в борьбе за третье место — Норвегии. Шиффрин выступала на всех стадиях.
16 марта Шиффрин выиграла скоростной спуск в Куршевеле на финальном этапе Кубка мира (пятая победа в сезоне). На следующий день там же заняла второе место в супергиганте и обеспечила себе победу в общем зачёте Кубка мира четвёртый раз в карьере.

### Сезон 2022/23: рекорд по общему количеству побед на этапах Кубка мира, 3 медали на чемпионате мира
В начале сезона Шиффрин выиграла два слалома на этапе Кубка мира в финском Леви 19 и 20 ноября. Первая из этих побед стала для Шиффрин 75-й в карьере на этапах Кубка мира. Также сезон 2022/23 стал 11-м подряд, в котором Шиффрин выиграла не менее двух этапов в слаломе. В конце ноября в американском Киллингтоне неожиданно заняла только 13-е место в гигантском слаломе (1,40 сек отставания от победительницы Лары Гут-Бехрами). Это был худший результат Шиффрин в гигантском слаломе в Кубке мира с декабря 2019 года. На следующий день там же заняла пятое место в слаломе. 11 декабря Шиффрин стала второй в слаломе в Сестриере, уступив 0,47 сек Венди Хольденер.
В середине декабря на этапе Кубка мира в Санкт-Морице заняла шестое и четвёртое места в скоростном спуске. 18 декабря выиграла супергигант, на 0,12 сек опередив итальянку Элену Куртони. Шиффрин выиграла супергигант на этапе Кубка мира пятый раз в карьере и впервые с января 2020 года. 27 и 28 декабря Шиффрин дважды победила в гигантском слаломе в Земмеринге и вышла на второе место по количеству побед в этой дисциплине за карьеру в женском Кубке мира (16), уступая только Френи Шнайдер (20). 29 декабря там же в Земмеринге Шиффрин выиграла слалом (Шиффрин повторила свой тройной успех в Земмеринге 2016 года), опередив Полу Молтцан на 0,29 сек, эта победа стала для американки 80-й в карьере на этапах Кубка мира и 50-й в слаломе.
4 января 2023 года Шиффрин выиграла пятый этап Кубка мира подряд, победив в слаломе в Загребе. Только Петра Вльгова проиграла Микаэле меньше 1,2 сек. 8 января выиграла гигантский слалом на этапе Кубка мира в Краньске-Горе, опередив на 0,77 сек Федерику Бриньоне. Для Шиффрин эта победа стала 82-й на этапах Кубка мира, она сравнялась с лидером по количеству побед в истории женского Кубка мира Линдси Вонн. 24 января 2023 года Шиффрин выиграла гигантский слалом на этапе Кубка мира в итальянском Кронплаце, опередив на 0,45 сек Лару Гут-Бехрами. Занявшая третье место Федерика Бриньоне отстала от Шиффрин на 1,43 сек. Эта победа стала Шиффрин 83-й на этапах Кубка мира, она вышла на чисто первое место среди женщин по этому показателю. До абсолютного рекорда Ингемара Стенмарка остаётся три победы. 25 января Микаэла выиграла ещё один гигантский слалом в Кронплаце, только Рагнхильд Мовинкель проиграла американке менее секунды. Это была 10-я победа Шиффрин в сезоне, она 4-й раз в карьере и впервые с сезона 2018/19 выиграла не менее 10 этапов за сезон. 29 января Шиффрин выиграла слалом в Шплиндерув-Млине, только Лена Дюрр проиграла Микаэле менее 1,3 сек.
В феврале 2023 года чемпионате мира в Мерибеле завоевала серебряную медаль в супергиганте, уступив 0,11 сек итальянке Марте Бассино. Супергигант стал третьей дисциплиной, в которой Шиффрин выиграла не менее трёх медалей на чемпионатах мира. Шиффрин завоевала как минимум одну медаль на шестом чемпионате мира подряд. 16 февраля впервые в карьере стала чемпионкой мира в гигантском слаломе, опередив на 0,12 сек Федерику Бриньоне. Микаэла выиграла медаль в гигантском слаломе на 4-м чемпионате мира подряд, ранее ни одной женщине не удавалось выиграть более трёх медалей в гигантском слаломе на чемпионатах мира. В слаломе Микаэла уверенно лидировала после первой попытки, но во второй допустила грубую ошибку и показала только 29-е время. Однако большого запаса после первой попытки хватило Шиффрин, чтобы завоевать серебро. Золото с преимуществом в 0,57 сек над Шиффрин сенсационно выиграла 28-летняя канадка Лоранс Сен-Жермен, которая ни разу за карьеру не поднималась выше шестого места в слаломе на этапах Кубка мира.
4 марта 2023 года за 7 стартов до финиша сезона досрочно стала обладательницей Кубка мира в общем зачёте пятый раз в карьере. 10 марта выиграла гигантский слалом в Оре и догнала лидера женского Кубка мира по победам в этой дисциплине Френи Шнайдер (20). 11 марта, ровно через 12 лет после своего дебюта в Кубке мира, выиграла слалом в Оре и вышла на первое место в истории Кубке мира по общему количеству побед на этапах (87), опередив Ингемара Стенмарка. 19 марта выиграла гигантский слалом на финальном этапе Кубка мира и вышла на первое место по победам в этой дисциплине в истории женского Кубка мира (21), опередив Френи Шнайдер. Кроме того, Шиффрин вышла на первое место по общему количеству подиумов за карьеру в истории женского Кубка мира (138), опередив Линдси Вонн. Всего за сезон Шиффрин 18 раз поднималась на подиум на этапах Кубка мира, в том числе одержав 14 побед (7 в гигантском слаломе, 6 в слаломе и 1 в супергиганте). За всю историю Кубка мира только сама Шиффрин в сезоне 2018/19 выигрывала больше этапов (17), при этом в том сезоне были старты в комбинации и параллельном слаломе. Американка набрала 2206 очков и опередила занявшую второе место в общем зачёте Лару Гут-Бехрами на 989 очков.

### Сезон 2023/24: восьмая в карьере победа в зачёте слалома в Кубке мира
Шиффрин успешно начала сезон 2023/24. Первую победу она одержала 12 ноября в слаломе в Леви. В конце ноября выиграла ещё один слалом в американском Киллингтоне, эта победа стала для неё суммарно 90-й в Кубке мира. 9 декабря Микаэла выиграла скоростной спуск в Санкт-Морице, опередив на 0,15 сек Софию Годжу. Это была 4-я в карьере Шиффрин победа в скоростном спуске в Кубке мира и вторая в Альпах. Сезон 2023/24 стал 12-м подряд, в котором Шиффрин выиграла не менее 3 этапов Кубка мира. 28 декабря выиграла гигантский слалом в австрийском Лиенце, даже несмотря на неудачную вторую попытку, в которой Шиффрин показала 17-е время. На следующий день там же в блестящем стиле выиграла слалом, показав лучшее время в обоих спусках и опередив занявшую второе место Лену Дюрр на 2,34 сек. Всего за календарный 2023 года Шиффрин выиграла 13 этапов Кубка мира.
16 января выиграла слалом во Флахау, только Петра Вльгова проиграла менее одной секунды. Впервые в слаломе во Флахау в Кубке мира Шиффрин побеждала 11 лет назад. 21 января выиграла слалом в Ясне. Это была 95-я победа Шиффрин на этапах Кубка мира и 150-й подиум в карьере. 26 января упала на трассе скоростного спуска в Кортине-д’Ампеццо и получила травму ноги. Шиффрин пропустила 1,5 месяца и вернулась на трассы Кубка мира 10 марта в шведском Оре, где с блеском выиграла слалом, опередив ближайшую конкурентку на 1,24 сек. 16 марта выиграла слалом на финальном этапе Кубка мира в Зальбахе. Это была 60-я победа в слаломе на этапах Кубка мира. В общем зачёте Кубка мира Шиффрин заняла третье место, уступив Ларе Гут-Бехрами и Федерике Бриньоне, а также 8-й раз в карьере стала лучшей в зачёте слалома.

### Сезон 2024/25: травма, восьмое золото на чемпионатах мира, 100 побед на этапах Кубка мира
17 и 24 ноября Шиффрин выиграла два первых слалома в новом сезоне Кубка мира. Сначала в финском Леви она на 0,79 сек опередила Катарину Линсбергер, а затем в австрийском Гургле выиграла 0,55 сек у юной Лары Кольтури из Албании, которая впервые поднялась на подиум на этапе Кубка мира. 30 ноября в американском Киллингтоне Шиффрин уверенно выиграла первую попытку в гигантском слаломе, на 0,32 сек опередив Сару Хектор. Во второй попытке Шиффрин имела возможность одержать свою 100-ю победу на этапах Кубка мира, но жёстко упала за несколько метров до финиша, зацепившись за ворота. Шиффрин была доставлена в больницу, где ей диагностировали колотую рану живота и разрыв мышц в правой части тела. Возвращение Шиффрин на трассы ожидалось не ранее 2025 года. Вернулась на трассы Кубка мира 30 января 2025 года, на последнем этапе перед чемпионатом мира, заняв 10-е место в слаломе в Куршевеле.
11 февраля на чемпионате мира в Зальбахе выиграла золото в командной комбинации (дисциплина впервые была проведена на чемпионате мира) вместе с Бризи Джонсон (Шиффрин выступила в слаломе, а Джонсон — в скоростном спуске). Эта медаль стала для Шиффрин 8-й золотой на чемпионатах мира и 15-й в сумме. Микаэла выиграла как минимум одно золото на седьмом чемпионате мира подряд. Шиффрин не стала защищать свой титул чемпионки мира в гигантском слаломе из-за психологической неуверенности. 15 февраля в слаломе Шиффрин показала третье время в первой попытке (0,72 сек проигрыша лидеру Камилле Раст), но во второй ошиблась, показав только 12-й результат, и по сумме заняла пятое место, 0,05 сек проиграв бронзовому призёру Катарине Линсбергер (от чемпионки Раст Шиффрин отделили 1,37 сек). Шиффрин не сумела выиграть медаль в слаломе впервые за 7 чемпионатов мира.
23 февраля 2025 года на этапе Кубка мира в итальянском Сестриере победила в слаломе, опередив Зринку Лютич на 0,61 сек. Эта победа стала 100-й для Шиффрин на этапах Кубка мира в 278-м старте (36 % побед). Больше этапов Кубка мира в истории зимних видов спорта выиграли только швейцарка Амели Венгер-Реймон, выступающая в телемарке, норвежская лыжница Марит Бьёрген (114) и швейцарская фристайлистка Конни Кисслинг (106). Также Шиффрин сравнялась по количеству подиумов на этапах Кубка мира за карьеру с Ингемаром Стенмарком (по 155). 9 марта в шведском Оре заняла третье место в слаломе и вышла на первое место по количеству подиумов за карьеру в Кубке мира, опередив Стенмарка.

## Рекорды
- Рекорд Кубка мира среди мужчин и женщин по количеству подиумов (157)
- Рекорд Кубка мира среди мужчин и женщин по количеству выигранных этапов (101)
- Рекорд Кубка мира среди мужчин и женщин по количеству выигранных этапов в одной дисциплине (слалом, 64)
- Рекорд Кубка мира среди женщин по количеству побед в гигантском слаломе (22)
- Совладелица (с Линдси Вонн) рекорда Кубка мира среди мужчин женщин по количеству выигранных малых хрустальных глобусов в одной дисциплине (слалом, 8)
- Совладелица (с Линдси Вонн) рекорда Кубка мира среди мужчин и женщин по количеству выигранных хрустальных глобусов за один сезон (4)
- Совладелица (с Линдси Вонн) рекорда Кубка мира среди мужчин и женщин по количеству выигранных малых хрустальных глобусов за один сезон (3)
- Рекорд Кубка мира среди мужчин и женщин по количеству выигранных этапов за один календарный год (2018 год — 15)
- Рекорд Кубка мира среди мужчин и женщин по количеству выигранных этапов за один сезон (сезон 2018/19 — 17)
- Рекорд Кубка мира среди мужчин и женщин по сумме заработанных призовых за один сезон (сезон 2018/19 — 886 386 швейцарских франков)
- Рекорд Кубка мира среди женщин по разрыву между первым и вторым местом на этапе в слаломе (сезон 2015/16 — 3.07)
- Рекорд Кубка мира среди мужчин и женщин, по количеству победных дисциплин (6) — слалом, параллельный слалом, гигантский слалом, супергигант, скоростной спуск, комбинация
- Совладелица (с Кристль Кранц) рекорда чемпионатов мира среди мужчин и женщин по количеству побед в слаломе (4)
- Совладелица (с Кристль Кранц) рекорда чемпионатов мира среди мужчин и женщин по общему количеству медалей (15)
- Рекорд чемпионатов мира среди женщин по количеству медалей в гигантском слаломе (4)
- Рекорд чемпионатов мира среди мужчин и женщин по количеству медалей подряд в одной дисциплине (слалом, 6)
- Рекорд чемпионатов мира среди женщин по количеству медалей подряд в гигантском слаломе (4)
- Рекорд чемпионатов мира среди мужчин и женщин по количеству побед подряд в одной дисциплине (слалом, 4)
- Рекорд чемпионатов мира среди мужчин и женщин по количеству турниров подряд с победами (7)

## Выступления на крупнейших соревнованиях

### Зимние Олимпийские игры
| Олимпийские игры | Скоростной спуск | Супергигант | Гигантский слалом | Слалом | Комбинация | Команды |
| ---------------- | ---------------- | ----------- | ----------------- | ------ | ---------- | ------- |
| 2014 Coчи        | —                | —           | 5                 | 1      | —          | н/д     |
| 2018 Пхёнчхан    | —                | —           | 1                 | 4      | 2          | —       |
| 2022 Пекин       | 18               | 9           | DNF1              | DNF1   | DNF SL     | 4       |

### Чемпионаты мира
15 медалей (8 золотых, 4 серебряные, 3 бронзовые)
| Чемпионат мира         | Скоростной спуск | Супергигант | Гигантский слалом | Слалом | Комбинация | Команды | Паралл. гигантский слалом |
| ---------------------- | ---------------- | ----------- | ----------------- | ------ | ---------- | ------- | ------------------------- |
| 2013 Шладминг          | —                | —           | 6                 | 1      | —          | 1/4     | н/д                       |
| 2015 Вейл/Бивер-Крик   | —                | —           | 8                 | 1      | —          | 1/4     | н/д                       |
| 2017 Санкт-Мориц       | —                | —           | 2                 | 1      | —          | —       | н/д                       |
| 2019 Оре               | —                | 1           | 3                 | 1      | —          | —       | н/д                       |
| 2021 Кортина-д’Ампеццо | —                | 3           | 2                 | 3      | 1          | —       | —                         |
| 2023 Мерибель          | —                | 2           | 1                 | 2      | DSQ SL     | —       | —                         |
| 2025 Зальбах           | —                | —           | —                 | 5      | 1          | —       | н/д                       |

### Кубок мира

#### Завоёванные хрустальные глобусы
- Общий зачёт — 5 раз: 2016/17, 2017/18, 2018/19, 2021/22, 2022/23
- Супергигант — 1 раз: 2018/19
- Гигантский слалом — 2 раза: 2018/19, 2022/23
- Слалом — 8 раз: 2012/13, 2013/14, 2014/15, 2016/17, 2017/18, 2018/19, 2022/23, 2023/24

#### Победы на этапах Кубка мира (101)
| №   | Сезон   | Дата            | Место               | Дисциплина              |
| --- | ------- | --------------- | ------------------- | ----------------------- |
| 1   | 2012/13 | 20 декабря 2012 | Оре                 | Слалом (1)              |
| 2   | 2012/13 | 4 янв 2013      | Загреб              | Слалом (2)              |
| 3   | 2012/13 | 15 янв 2013     | Флахау              | Слалом (3)              |
| 4   | 2012/13 | 16 мар 2013     | Ленцерхайде         | Слалом (4)              |
| 5   | 2013/14 | 16 ноя 2013     | Леви                | Слалом (5)              |
| 6   | 2013/14 | 5 янв 2014      | Бормио              | Слалом (6)              |
| 7   | 2013/14 | 14 янв 2014     | Флахау              | Слалом (7)              |
| 8   | 2013/14 | 8 мар 2014      | Оре                 | Слалом (8)              |
| 9   | 2013/14 | 15 мар 2014     | Ленцерхайде         | Слалом (9)              |
| 10  | 2014/15 | 25 окт 2014     | Зёльден             | Гигантский слалом (1)   |
| 11  | 2014/15 | 29 дек 2014     | Кюхтай              | Слалом (10)             |
| 12  | 2014/15 | 4 янв 2015      | Загреб              | Слалом (11)             |
| 13  | 2014/15 | 22 фев 2015     | Марибор             | Слалом (12)             |
| 14  | 2014/15 | 14 мар 2015     | Оре                 | Слалом (13)             |
| 15  | 2014/15 | 21 мар 2015     | Мерибель            | Слалом (14)             |
| 16  | 2015/16 | 28 ноя 2015     | Аспен               | Слалом (15)             |
| 17  | 2015/16 | 29 ноя 2015     | Аспен               | Слалом (16)             |
| 18  | 2015/16 | 15 фев 2016     | Кран-Монтана        | Слалом (17)             |
| 19  | 2015/16 | 6 мар 2016      | Ясна                | Слалом (18)             |
| 20  | 2015/16 | 19 мар 2016     | Санкт-Мориц         | Слалом (19)             |
| 21  | 2016/17 | 12 ноя 2016     | Леви                | Слалом (20)             |
| 22  | 2016/17 | 27 ноя 2016     | Киллингтон          | Cлалом (21)             |
| 23  | 2016/17 | 11 дек 2016     | Сестриере           | Cлалом (22)             |
| 24  | 2016/17 | 27 дек 2016     | Земмеринг           | Гигантский слалом (2)   |
| 25  | 2016/17 | 28 дек 2016     | Земмеринг           | Гигантский слалом (3)   |
| 26  | 2016/17 | 29 дек 2016     | Земмеринг           | Cлалом (23)             |
| 27  | 2016/17 | 8 янв 2017      | Марибор             | Слалом (24)             |
| 28  | 2016/17 | 31 янв 2017     | Стокгольм           | Параллельный слалом (1) |
| 29  | 2016/17 | 26 фев 2017     | Кран-Монтана        | Суперкомбинация (1)     |
| 30  | 2016/17 | 10 мар 2017     | Скво-Вэлли          | Гигантский слалом (4)   |
| 31  | 2016/17 | 11 мар 2017     | Скво-Вэлли          | Слалом (25)             |
| 32  | 2017/18 | 26 ноя 2017     | Киллингтон          | Cлалом (26)             |
| 33  | 2017/18 | 2 дек 2017      | Лейк Луиз           | Скоростной спуск (1)    |
| 34  | 2017/18 | 19 дек 2017     | Куршевель           | Гигантский слалом (5)   |
| 35  | 2017/18 | 20 дек 2017     | Куршевель           | Параллельный слалом (2) |
| 36  | 2017/18 | 28 дек 2017     | Лиенц               | Cлалом (27)             |
| 37  | 2017/18 | 1 янв 2018      | Осло                | Параллельный слалом (3) |
| 38  | 2017/18 | 3 янв 2018      | Загреб              | Слалом (28)             |
| 39  | 2017/18 | 6 янв 2018      | Краньска-Гора       | Гигантский слалом (6)   |
| 40  | 2017/18 | 7 янв 2018      | Краньска-Гора       | Слалом (29)             |
| 41  | 2017/18 | 9 янв 2018      | Флахау              | Cлалом (30)             |
| 42  | 2017/18 | 10 мар 2018     | Офтершванг          | Cлалом (31)             |
| 43  | 2017/18 | 17 мар 2018     | Оре                 | Cлалом (32)             |
| 44  | 2018/19 | 17 ноя 2018     | Леви                | Слалом (33)             |
| 45  | 2018/19 | 25 ноя 2018     | Киллингтон          | Cлалом (34)             |
| 46  | 2018/19 | 2 дек 2018      | Лейк Луиз           | Супергигант (1)         |
| 47  | 2018/19 | 8 дек 2018      | Санкт-Мориц         | Супергигант (2)         |
| 48  | 2018/19 | 9 дек 2018      | Санкт-Мориц         | Параллельный слалом (4) |
| 49  | 2018/19 | 21 дек 2018     | Куршевель           | Гигантский слалом (7)   |
| 50  | 2018/19 | 22 дек 2018     | Куршевель           | Cлалом (35)             |
| 51  | 2018/19 | 29 дек 2018     | Земмеринг           | Cлалом (36)             |
| 52  | 2018/19 | 5 янв 2019      | Загреб              | Слалом (37)             |
| 53  | 2018/19 | 15 янв 2019     | Кронплац            | Гигантский слалом (8)   |
| 54  | 2018/19 | 20 янв 2019     | Кортина-д’Ампеццо   | Супергигант (3)         |
| 55  | 2018/19 | 1 фев 2019      | Марибор             | Гигантский слалом (9)   |
| 56  | 2018/19 | 2 фев 2019      | Марибор             | Слалом (38)             |
| 57  | 2018/19 | 19 фев 2019     | Стокгольм           | Параллельный слалом (5) |
| 58  | 2018/19 | 9 мар 2019      | Шпиндлерув-Млин     | Слалом (39)             |
| 59  | 2018/19 | 16 мар 2019     | Грандвалира Сольдеу | Слалом (40)             |
| 60  | 2018/19 | 17 мар 2019     | Грандвалира Сольдеу | Гигантский слалом (10)  |
| 61  | 2019/20 | 23 ноя 2019     | Леви                | Слалом (41)             |
| 62  | 2019/20 | 1 дек 2019      | Киллингтон          | Слалом (42)             |
| 63  | 2019/20 | 28 дек 2019     | Лиенц               | Гигантский слалом (11)  |
| 64  | 2019/20 | 29 дек 2019     | Лиенц               | Слалом (43)             |
| 65  | 2019/20 | 24 янв 2020     | Банско              | Скоростной спуск (2)    |
| 66  | 2019/20 | 26 янв 2020     | Банско              | Супергигант (4)         |
| 67  | 2020/21 | 15 дек 2020     | Куршевель           | Гигантский слалом (12)  |
| 68  | 2020/21 | 12 янв 2021     | Флахау              | Слалом (44)             |
| 69  | 2020/21 | 6 мар 2021      | Ясна                | Слалом (45)             |
| 70  | 2021/22 | 23 окт 2021     | Зёльден             | Гигантский слалом (13)  |
| 71  | 2021/22 | 28 ноя 2021     | Киллингтон          | Слалом (46)             |
| 72  | 2021/22 | 21 дек 2021     | Куршевель           | Гигантский слалом (14)  |
| 73  | 2021/22 | 12 янв 2022     | Шладминг            | Слалом (47)             |
| 74  | 2021/22 | 16 мар 2022     | Куршевель           | Скоростной спуск (3)    |
| 75  | 2022/23 | 19 ноя 2022     | Леви                | Слалом (48)             |
| 76  | 2022/23 | 20 ноя 2022     | Леви                | Слалом (49)             |
| 77  | 2022/23 | 18 дек 2022     | Санкт-Мориц         | Супергигант (5)         |
| 78  | 2022/23 | 27 дек 2022     | Земмеринг           | Гигантский слалом (15)  |
| 79  | 2022/23 | 28 дек 2022     | Земмеринг           | Гигантский слалом (16)  |
| 80  | 2022/23 | 29 дек 2022     | Земмеринг           | Слалом (50)             |
| 81  | 2022/23 | 4 янв 2023      | Загреб              | Слалом (51)             |
| 82  | 2022/23 | 8 янв 2023      | Краньска-Гора       | Гигантский слалом (17)  |
| 83  | 2022/23 | 24 янв 2023     | Кронплац            | Гигантский слалом (18)  |
| 84  | 2022/23 | 25 янв 2023     | Кронплац            | Гигантский слалом (19)  |
| 85  | 2022/23 | 28 янв 2023     | Шпиндлерув-Млин     | Слалом (52)             |
| 86  | 2022/23 | 10 мар 2023     | Оре                 | Гигантский слалом (20)  |
| 87  | 2022/23 | 11 мар 2023     | Оре                 | Слалом (53)             |
| 88  | 2022/23 | 19 мар 2023     | Сольдеу             | Гигантский слалом (21)  |
| 89  | 2023/24 | 12 ноя 2023     | Леви                | Слалом (54)             |
| 90  | 2023/24 | 26 ноя 2023     | Киллингтон          | Слалом (55)             |
| 91  | 2023/24 | 9 дек 2023      | Санкт-Мориц         | Скоростной спуск (4)    |
| 92  | 2023/24 | 28 дек 2023     | Лиенц               | Гигантский слалом (22)  |
| 93  | 2023/24 | 29 дек 2023     | Лиенц               | Слалом (56)             |
| 94  | 2023/24 | 16 янв 2024     | Флахау              | Слалом (57)             |
| 95  | 2023/24 | 21 янв 2024     | Ясна                | Слалом (58)             |
| 96  | 2023/24 | 10 мар 2024     | Оре                 | Слалом (59)             |
| 97  | 2023/24 | 16 мар 2024     | Зальбах             | Слалом (60)             |
| 98  | 2024/25 | 16 ноя 2024     | Леви                | Слалом (61)             |
| 99  | 2024/25 | 23 ноя 2024     | Обергургль          | Слалом (62)             |
| 100 | 2024/25 | 23 фев 2025     | Сестриере           | Слалом (63)             |
| 101 | 2024/25 | 27 мар 2025     | Сан-Валли           | Слалом (64)             |

## Общественная деятельность
В феврале 2023 года опубликовала открытое письмо под названием «Наш вид спорта находится под угрозой исчезновения», адресованное президенту Международной федерации лыжного спорта (FIS) Юхану Элиашу и выражающее её беспокойство относительно происходящих климатических изменений. Микаэла критиковала деятельность FIS по устойчивому развитию и назвала текущие усилия недостаточными. В письме она и другие подписанты призывают FIS взять на себя обязательства по достижению углеродной нейтральности мероприятий к 2035 году или ранее, добиться сокращения выбросов на 50 % к 2030 году, создать департамент устойчивого развития и гарантировать полную прозрачность.
В противном случае, подчёркивает она, гонки всё чаще будут отменяться по причине отсутствия снега.
«Мы, как сообщество зимних видов спорта, должны взять на себя инициативу в борьбе с изменением климата и как можно скорее сделать наш спорт климатически нейтральным. Для этого нам нужны прогрессивные организационные действия. Это наша самая важная гонка, давайте выиграем её вместе», — сказала Микаэла и другие подписанты письма.